# Yavuzkemal, Dereli
Yavuzkemal là một thị trấn thuộc huyện Dereli, tỉnh Giresun, Thổ Nhĩ Kỳ. Dân số thời điểm năm 2011 là 1.669 người.